# First Vienna FC
First Vienna Football Club 1894 är en österrikisk fotbollsklubb i Wien, grundad 1894. Klubben är Österrikes äldsta fotbollsklubb.
Som den äldsta fotbollsklubben i landet blev First Vienna FC medlem av Club of Pioneers 2018.